# Hoplitella armata
Hoplitella armata is een mosdiertjessoort uit de familie van de Candidae. De wetenschappelijke naam van de soort is, als Carbasea armata, voor het eerst geldig gepubliceerd in 1852 door Busk.